# Homoneura kortzasi
Homoneura kortzasi är en tvåvingeart som beskrevs av Tsacas 1959. Homoneura kortzasi ingår i släktet Homoneura och familjen lövflugor. Inga underarter finns listade i Catalogue of Life.